# Spring Creek (Dakota Południowa)
Spring Creek – jednostka osadnicza w Stanach Zjednoczonych, w stanie Dakota Południowa, w hrabstwie Todd.